# Districte de Yamango
El Districte de Yamango és un dels deu districtes que conformen la provincia de Morropón, ubicada en el Departament de Piura, pertanyent a la Regió de Piura, Perú. El districte va ser creat per llei el 30 de desembre del 1983, al segon govern del president Fernando Belaúnde. Té una superfície de 216,91 km² i la capital n'és Yamango.